# Casa de juntas de Puente San Miguel

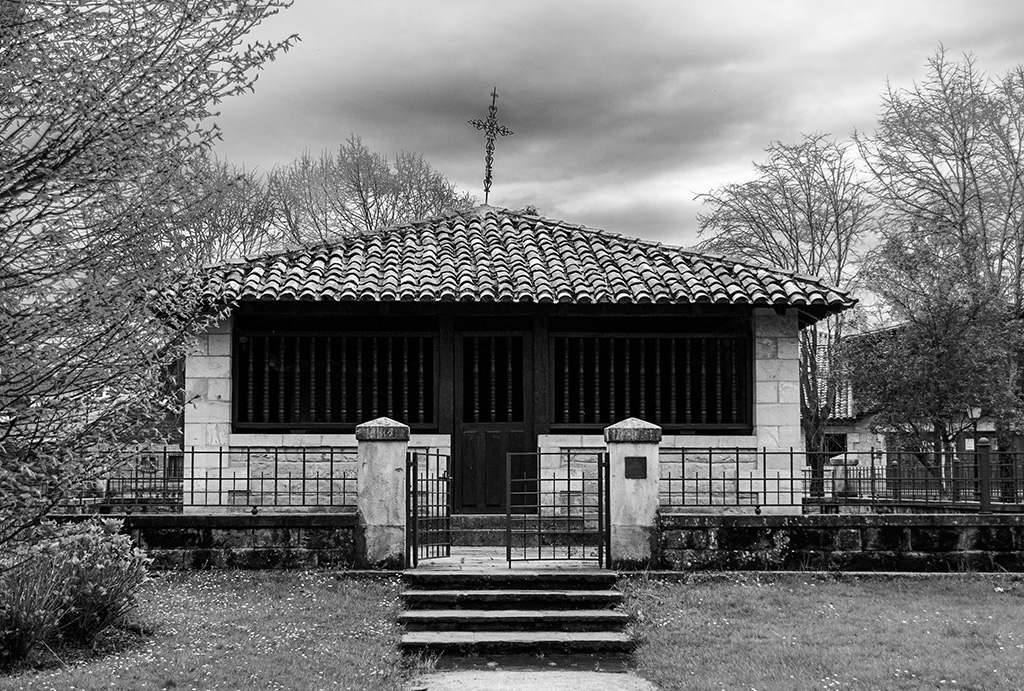
Casa de juntas de Puente San Miguel. De aquí surgió el 28 de julio de 1778 la provincia de Cantabria, germen moderno de lo que hoy es la comunidad autónoma de Cantabria.

La casa de juntas de Puente San Miguel, también conocida como casa de juntas de los Nueve Valles, es un pequeño edificio situado en Puente San Miguel (Cantabria, España), conocido por haberse reunido allí el 28 de julio de 1778 los diputados de la provincia de los Nueve Valles de las Asturias de Santillana con el fin de crear la provincia de Cantabria, primer sistema administrativo provincial moderno y verdaderamente vertebrado del territorio que hoy ocupa la comunidad autónoma de Cantabria. Antes de eso la casa funcionaba como lugar de reunión de los diputados de los Nueve Valles. La función principal de la junta, al igual que otras como las de Asturias y las provincias vascas, era proteger los intereses provinciales frente a los monárquicos, atendiendo principalmente a los fueros, costumbres locales, privilegios, libertades, franquicias e intereses jurisdiccionales, gubernativos, fiscales y militares.
En 1801, como consecuencia de la política territorial de Carlos IV, la junta de Puente San Miguel y la provincia de Cantabria dejaron de existir. Se creó entonces la provincia marítima de Santander por orden estatal, oficializada en 1815. En 1824 dejaron de celebrarse asambleas en la casa de juntas, que fue subastada y derribada con posterioridad. En 1994 se reconstruyó fielmente el edificio como símbolo de la génesis de la moderna Cantabria. Allí pronuncia su discurso el presidente autonómico durante los actos correspondientes al Día de las Instituciones de Cantabria, celebrado el 28 de julio como recordatorio de aquella junta histórica de 1778.
La casa en sí es un pequeño y sencillo edificio de planta cuadrada y cubierta a cuatro aguas, construido en piedra y con una pared —la de la entrada— semiabierta y construida con madera. En sus paredes interiores aparecen labrados tanto el escudo de Cantabria como los de aquellos municipios que conformaron la provincia de los Nueve Valles: Alfoz de Lloredo, Cabezón de la Sal, Cabuérniga, Camargo, Santa María de Cayón, Penagos, Piélagos, Reocín y Villaescusa. Domina el conjunto, sobre la mesa de piedra para la presidencia, el logotipo realizado en madera del Parlamento de Cantabria.

## Juntas de los Nueve Valles
El edificio se erigió a comienzos de la Edad Moderna (1581) con motivo de la independencia administrativa y jurisdiccional de los Nueve Valles respecto a las Asturias de Santillana, para evitar el poder señorial que sobre ellas ejercían los duques del Infantado. El edificio fue pues el símbolo de la independencia y la capitalidad de la nueva provincia de los Nueve Valles de las Asturias de Santillana, ocurrida tras unas larguísimas discusiones conocidas como Pleito de los Nueve Valles. 
La junta obtiene en 1645 las Ordenanzas Generales de Provincia. Entonces se crea el puesto de diputado general de la junta, que es abierta, invitando a participar a otras jurisdicciones y señoríos, hecho que más tarde posibilitó la propuesta de provincia de Cantabria. Allí se celebrarán las asambleas de los Nueve Valles primero y de Cantabria después.

## Juntas de Cantabria
La naturaleza abierta de la junta triunfó en la consolidación de una provincia que aglutinara el territorio como no pudieron hacerlo las Cuatro Villas de la Costa décadas antes. Sin embargo, esta provincia fue efímera. Desde un primer momento Santander se mostró arrogante, queriendo llevarse la capitalidad y no terminando de aceptar oficialmente su pertenencia a la nueva provincia. Finalmente el revés vino desde el Estado, que decretó la creación de nuevas provincias, llamadas marítimas, entre ellas la de Santander, que otorgaba a esa población el protagonismo que quería en virtud a su renovada relación con Castilla, obtenida al realizarse el Camino de Reinosa.